# Shōtarō Moriyasu
Shōtarō Moriyasu (jap. 守安 祥太郎, Moriyasu Shōtarō; * 5. Januar 1924 in der Präfektur Tokio; † 25. September 1955 ebendort) war ein japanischer Jazzpianist. Stilistisch orientiert an Bud Powell galt er als einer der Pioniere des Modern Jazz in Japan.

## Leben und Wirken
Shōtarō Moriyasu war als Pianist Autodidakt, obwohl seine Eltern der Musik verbunden waren. Seine Karriere als Musiker begann er als Jazzpianist in Nachtclubs kurz nach Ende des Zweiten Weltkriegs und übernahm von Musikern der amerikanischen Militärbasen den Bebop. In den folgenden Jahren arbeitete er in den Bands von Shungo Sawada und Nobuo Hara; außerdem arrangierte er für Haras Ensemble Sharps and Flats. 1955 verübte Moriyasu Suizid, als er sich im Alter von 31 Jahren vor einen fahrenden Zug warf. Im Bereich des Jazz listet ihn der Diskograf Tom Lord bei sieben Aufnahmesessions im Jahr 1954, ausschließlich seine Mitwirkung im Juli 1954 bei den Macambo Sessions für den japanischen Rundfunk aus dem gleichnamigen Tokioter Jazzclub. Posthum wurden daraus zwei Titel (I Want to Be Happy und It’s Only a Paper Moon) im Jahr nach Moriyasus Tod auf der EP Shotaro Moriyasu Memorial veröffentlicht.

## Diskographische Hinweise
- The Historic Mocambo Session '54 (Rockwell), mit Tatsuro Watanabe, Akira Miyazawa, Seiji Hiraoka, Masayuki Takayanagi, Hisao Suzuki, Kanji Harada

## Lexikalischer Eintrag
- Kazunori Sugiyama, Shotaro Moriyasu. In: Barry Kernfeld (Hrsg.) The New Grove Dictionary of Jazz. London, MacMillan, 2002.